# Mahmud Hams
Mahmud Hams est un photographe palestinien né en 1980.

## Biographie
Mahmud Hams travaille pour l'Agence France Presse depuis 2003.
Son travail est récompensé en 2007 à Bayeux (prix photo et prix du public), puis il reçoit en 2018 le Prix Bayeux-Calvados des correspondants de guerre,.
Mahmud Hams reçoit en 2024 le Visa d'or news au festival Visa pour l'image de Perpignan,.